# Miguel Ángel Bartra
Miguel Ángel Bartra Grosso (Chiclayo, 2 de febrero de  1965) es un abogado y político peruano. Fue alcalde de la provincia de Chiclayo entre 1996 y 2002, así como alcalde del distrito de Monsefú en dos oportunidades, entre 1990 a 1995 y de 2015 a 2018.

## Biografía
Miguel Ángel Bartra nació en la ciudad de Chiclayo, ubicado en el departamento de Lambayeque en Perú, el 2 de febrero de  1965. Es hijo del excongresista Ángel Bartra Gonzales y de Isabel Grosso Andonayre.
Cursó sus estudios primarios en el Colegio Particular Bolognesi y los secundarios en la Gran Unidad Escolar San José, ambos de la ciudad de Chiclayo. Entre 1982 y 1987 cursó estudios superiores de derecho en la Universidad Nacional Pedro Ruiz Gallo de esa misma ciudad.
Su familia está muy ligada con la dirección política tanto del distrito de Monsefú como de la provincia de Chiclayo ya que su padre, Ángel Bartra Gonzales, fue el primer alcalde del mencionado distrito y su hermano Gustavo Bartra Grosso también lo fue, además de él, entre los años 1999-2002 y ocupó una regiduría provincial en Chiclayo entre 2014 a 2018.

## Carrera política
En el año 1985, Miguel Bartra se inició políticamente como miembro del partido político Acción Popular, siendo secretario de cultura del partido fundado por el arquitecto Fernando Belaúnde Terry.
En las elecciones municipales del año 1989, Bartra postula a la alcaldía del distrito de Monsefú por el Frente Democrático, coalición política liderada por Mario Vargas Llosa, y es elegido como alcalde de Monsefú para el período 1990-1992. En el año 1992 postula por Acción Popular a la reelección siendo electo nuevamente para el periodo 1993-1995.
En las elecciones municipales del año 1995, Miguel Bartra es elegido como alcalde provincial de Chiclayo para el periodo 1996-1998. Luego decide crear el “Movimiento Provincial Adelante Chiclayo” y es nuevamente reelegido como alcalde para el periodo 1999-2002.
Como alcalde chiclayano, le tocó afrontar el fenómeno del Niño de 1998 con relativo éxito pues después el mismo inició la reconstrucción de la ciudad. En noviembre del 2001, Bartra es vacado del cargo de alcalde luego de haber solicitado licencia por enfermedad y superando el máximo establecido por la ley. Bartra apeló esa decisión del consejo municipal pero su apelación fue denegada por el Jurado Nacional de Elecciones.
Tras estar ausente del ámbito político, Miguel Bartra regresa en las elecciones regionales y municipales del año 2006 para postular por tercera vez a la alcaldía de Chiclayo por la lista independiente “Siempre Adelante”, siendo su fundador y miembro desde el año 2004 hasta el año 2011. Su candidatura quedó en el cuarto lugar de las preferencias.
En febrero del 2010, Bartra anunció su postulación a la presidencia del Gobierno Regional de Lambayeque por la agrupación fujimorista Fuerza 2011 de Keiko Fujimori. Participó en las elecciones regionales de ese año sin obtener la representación al quedar en quinto lugar con sólo el 7.75% de los votos. Posteriormente decide dejar las filas del fujimorismo ante discrepancias internas.
En el año 2013, Miguel Bartra se afilia al partido Alianza para el Progreso de César Acuña y postula nuevamente como alcalde del distrito de Monsefú en las elecciones del año 2014, siendo elegido por tercera vez y juramentando para el periodo 2015-2018.
En enero del 2014 fue absuelto de un proceso judicial en que se le acusaba de no haber rendido cuentas por dinero recibido de la comuna, en aumentarse el sueldo y de cobrar viáticos.
Posteriormente en julio del 2017, Bartra decide renunciar a Alianza para el Progreso y luego en 2018 decide volver al partido Acción Popular para postular nuevamente a la alcaldía de Chiclayo en las elecciones del 2018, sin embargo, su candidatura quedó retirada tras no haber cumplido con la respectiva cuota de género.
Tras dejar Acción Popular en el año 2021, se afilió ese mismo año al partido Frente de la Esperanza de Fernando Olivera y luego en 2022 se afilió al partido Somos Perú para postular por quinta vez a la alcaldía chiclayana en las elecciones municipales de ese mismo año, quedando en el tercer lugar ante el triunfo de Janet Cubas de Juntos por el Perú.